# Rdestowate

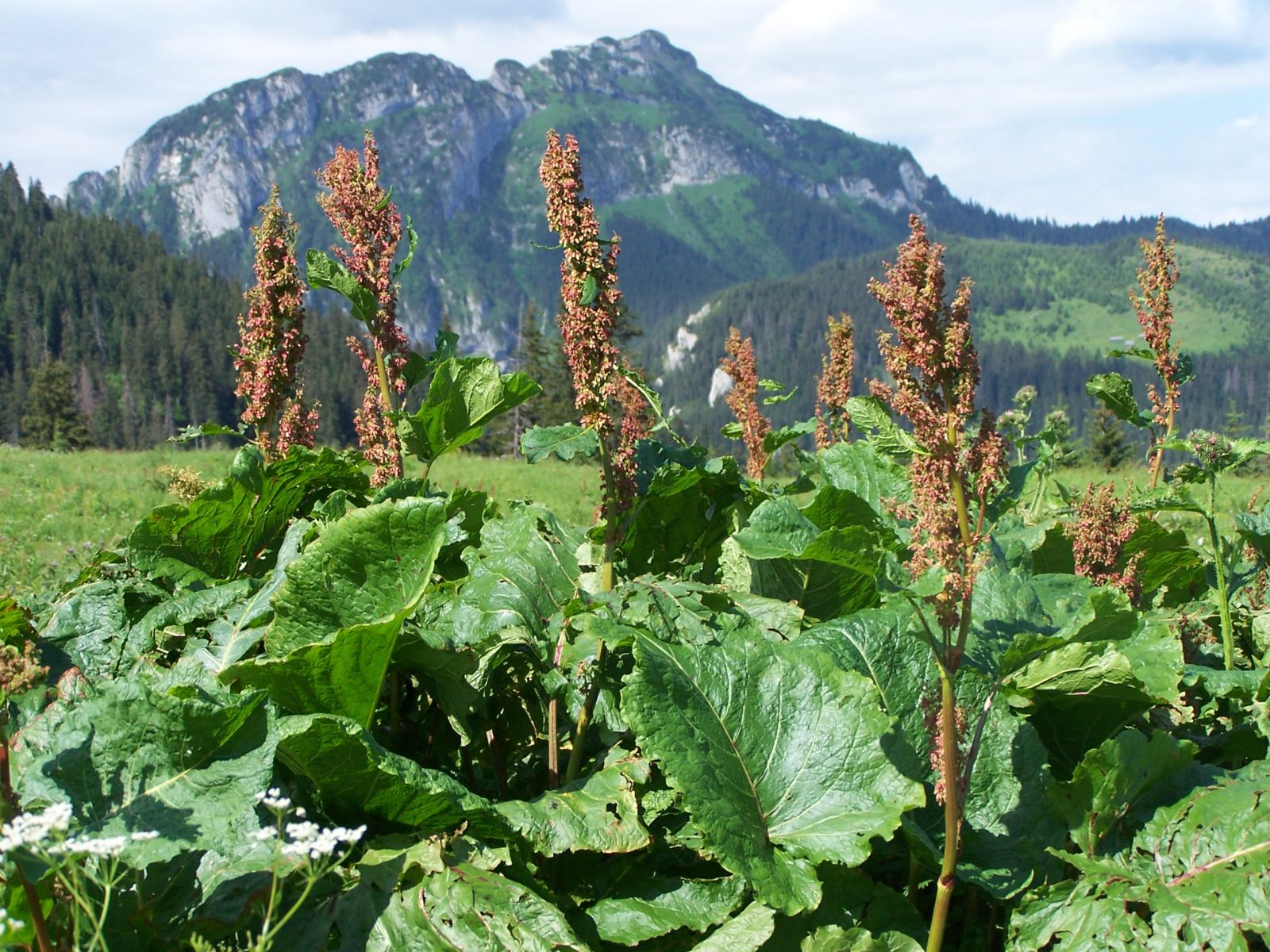
Szczaw alpejski

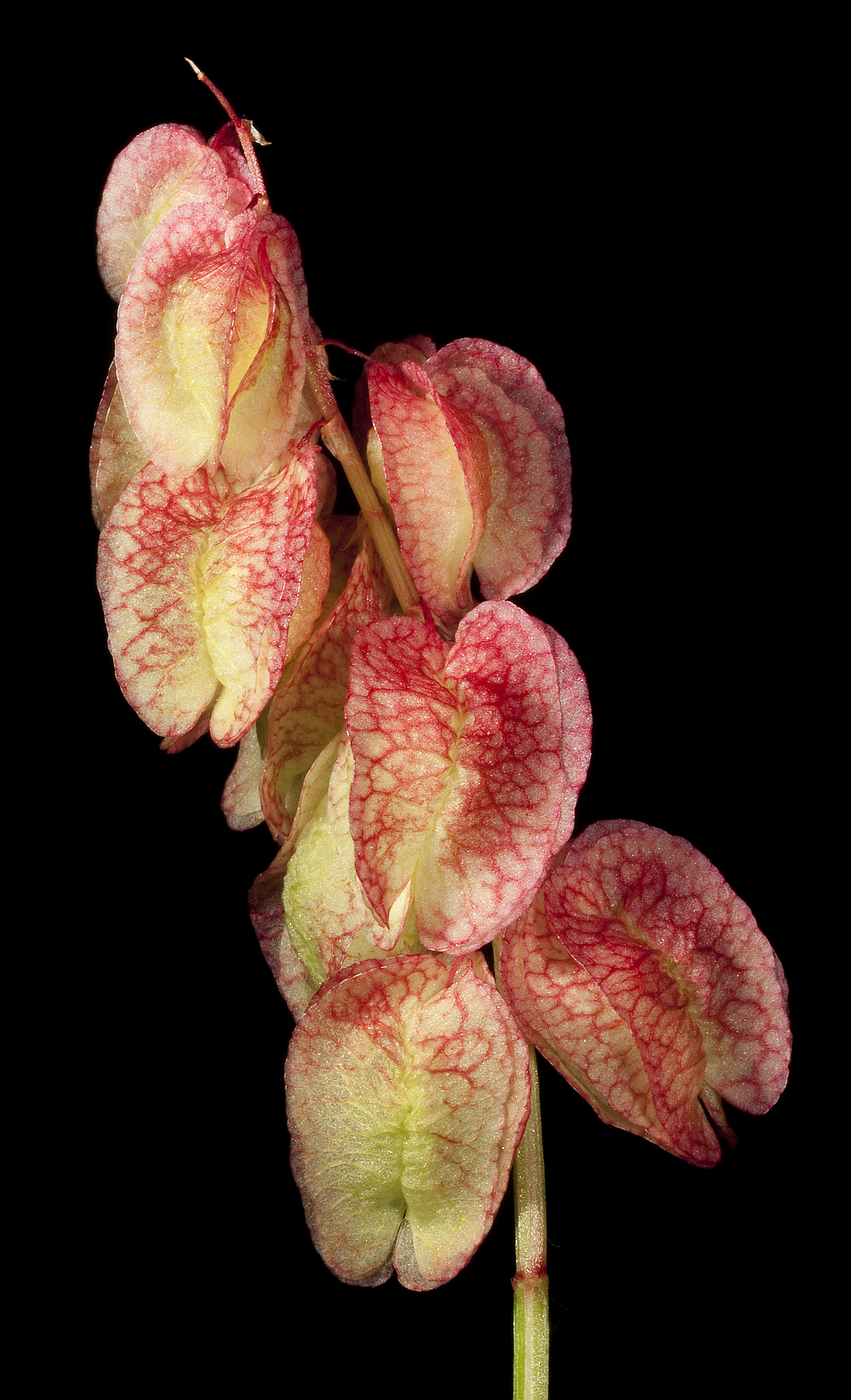
Rumex vescicaria

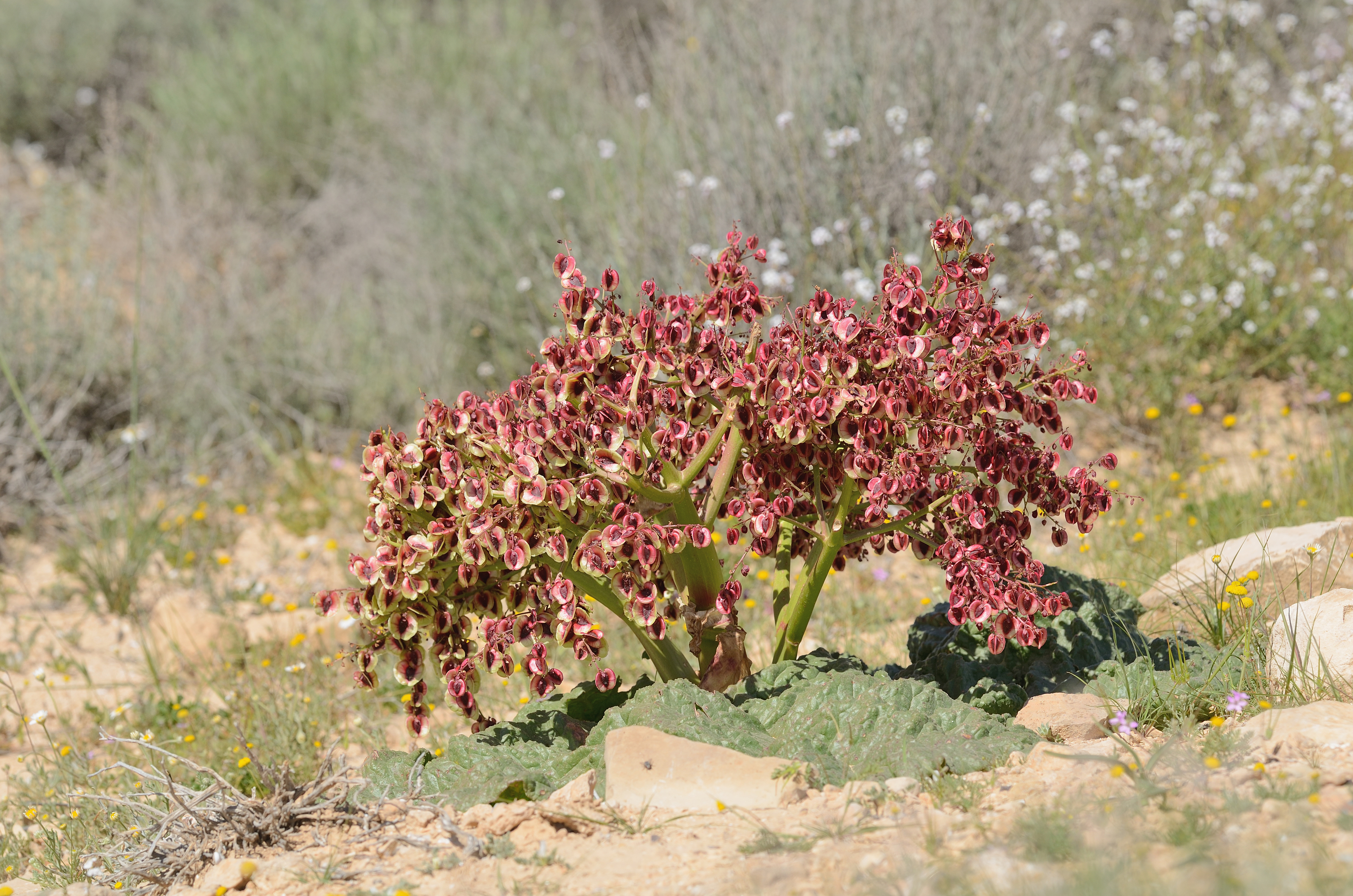
Rheum palaestinum

Rdestowate (Polygonaceae Juss.) – rodzina roślin okrytonasiennych z grupy dwuliściennych właściwych. W sumie do rodziny zalicza się 43-49 rodzajów (w zależności od ujęcia systematycznego) z 1110 gatunkami. Występują one głównie w strefie klimatu umiarkowanego na obu półkulach, zasięg nielicznych rodzajów obejmuje także tropiki. Do rodzimej flory polskiej należy ok. 30 gatunków przeważnie roślin łąkowych i ruderalnych. W sumie do flory Polski należą (rodzaje rodzime, uprawiane i zawleczone): gryka Fagopyrum, szczaw Rumex, szczawiór Oxyria, rabarbar Rheum, rdest Polygonum (w wąskim ujęciu też Persicaria i Bistorta), rdestowiec Reynoutria i rdestówka Fallopia. 

## Rozmieszczenie geograficzne

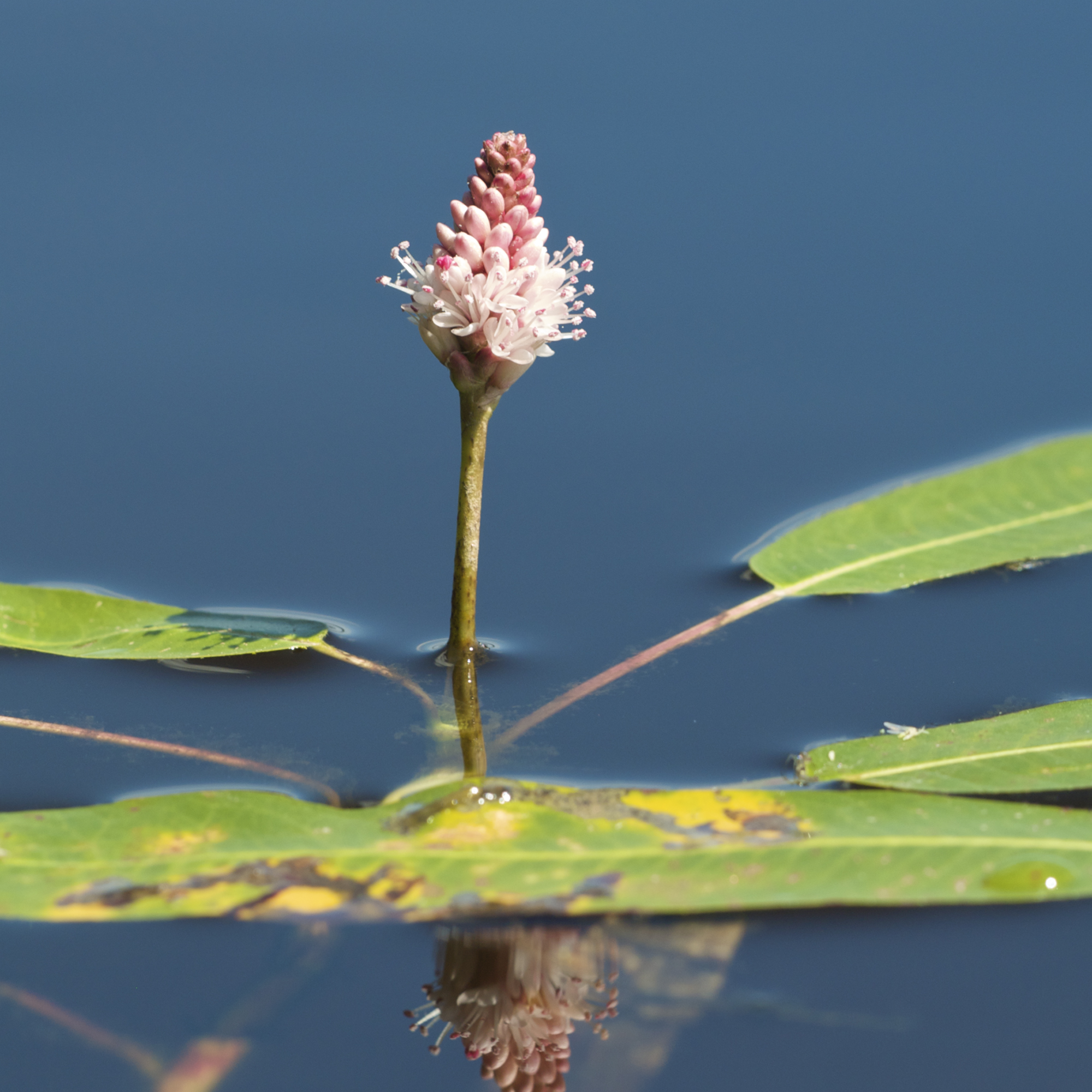
Rdest ziemnowodny

Rdestowate są kosmopolityczną rodziną roślin, lecz głównie występują w strefach umiarkowanych i chłodnych półkuli północnej. Jednak niektóre rodzaje są unikalne dla półkuli południowej lub strefy międzyzwrotnikowej, jak na przykład: Oxygonum na Madagaskarze i w Afryce Południowej, mulenbekia w Australii i Nowej Zelandii, Antigonon w Meksyku i Ameryce Środkowej czy kokkoloba w strefie tropikalnej Ameryki.

## Morfologia

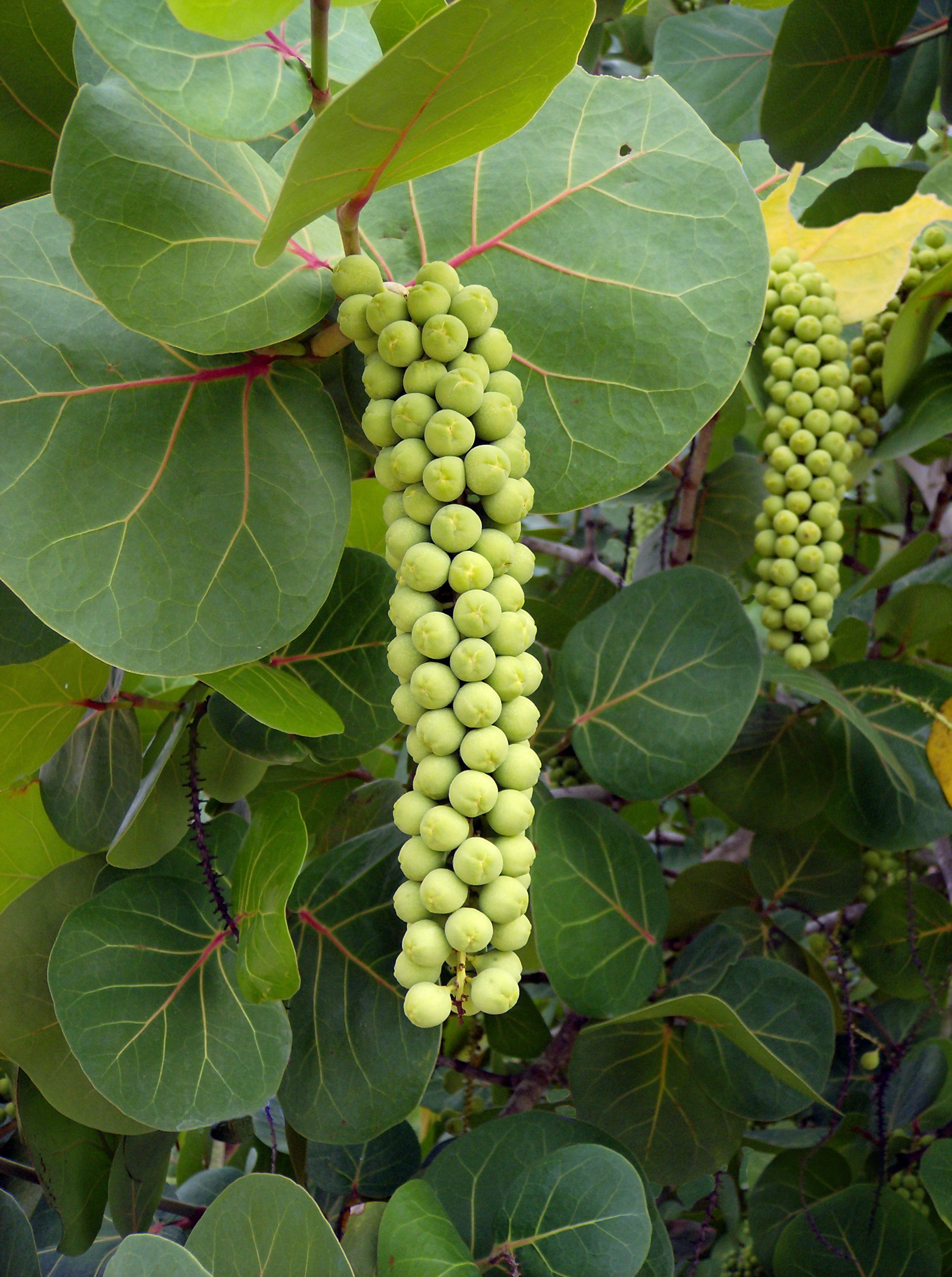
Kokkoloba gronowa

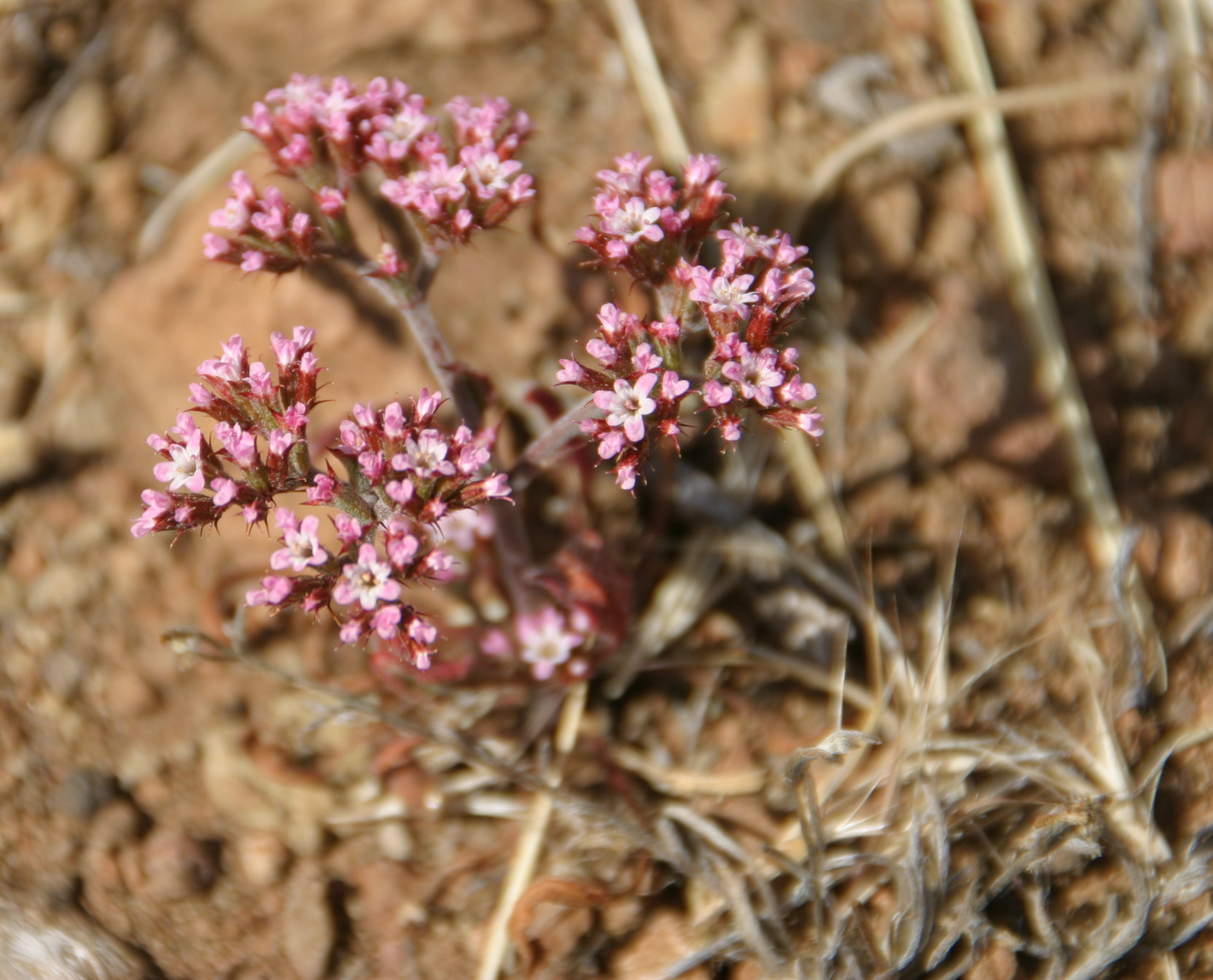
Chorizanthe staticoides

PokrójWśród przedstawicieli dominują rośliny zielne (roczne i wieloletnie), należą tu także pnącza, krzewy i drzewa. Formy drzewne są w przeważającej części ograniczone do strefy tropikalnej Ameryki. Poszczególne gatunki mogą być wiecznie zielone lub zrzucające liście. Charakterystyczne są często zgrubiałe węzły na łodygach.
LiścieSkupione w rozecie przyziemnej lub skrętoległe, rzadziej naprzeciwległe lub okółkowe. Zwykle są pojedyncze, u niektórych rodzajów silnie zredukowane (Calligonum i Muehlenbeckia). Ogonek liściowy jest lub go brak, w podrodzinie Polygonoideae u nasady ogonka liściowego występuje charakterystyczna gatka – pochewka powstała ze zrośnięcia przylistków.
KwiatyNiepozorne, obupłciowe, wiatropylne lub owadopylne. Kwiaty zredukowane, 3–krotne. Okwiat jest pojedynczy lub podwójny, barwny lub zielony. Słupek jeden górny, powstający z 3 owocolistków zakończony 2-4 szyjkami, zwykle wolnymi, pręcików 6–9.
OwoceTrójgraniasty orzeszek, u niektórych rodzajów zamknięty w rozrastającym się, mięsistym dnie kwiatowym.

## Systematyka

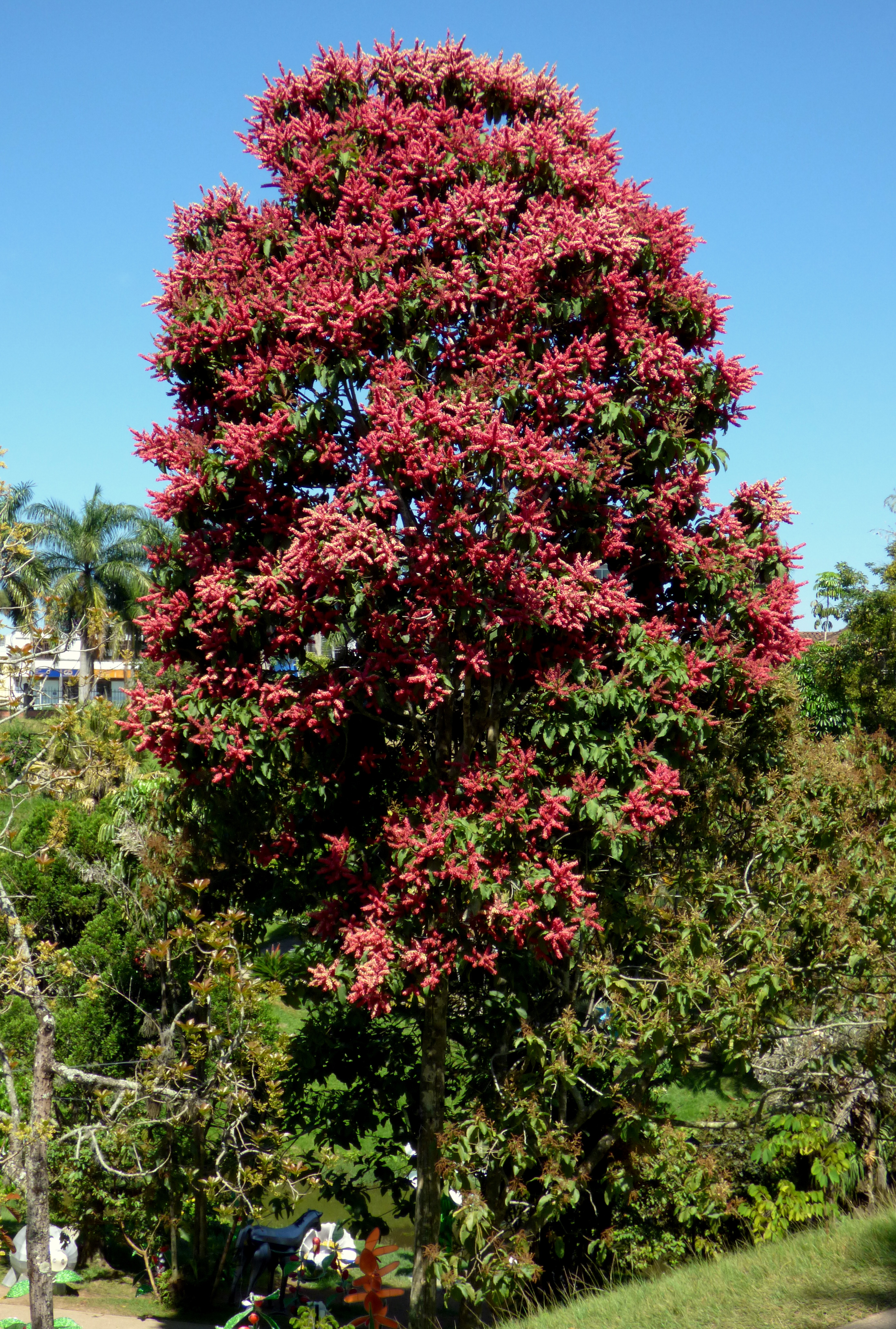
Triplaris americana

### Pozycja systematyczna wedługAPweb(aktualizowanysystem APG IVz 2016)
Rodzina siostrzana dla ołownicowatych, spokrewniona także z rodzinami tamaryszkowatych i pomorzlinowatych w obrębie kladu polygonids w rzędzie goździkowców:
|  | Droseraceae – rosiczkowate      |
|  |                                 |
|  | Nepenthaceae – dzbanecznikowate |
|  |                                 |

|  | Drosophyllaceae – rosolistnikowate                                     |
|  |                                                                        |
|  | \| \| Ancistrocladaceae \| \| \| \| \| \| Dioncophyllaceae \| \| \| \| |
|  |                                                                        |
|  | Ancistrocladaceae                                                      |
|  |                                                                        |
|  | Dioncophyllaceae                                                       |
|  |                                                                        |

|  | Ancistrocladaceae |
|  |                   |
|  | Dioncophyllaceae  |
|  |                   |

|  | Droseraceae – rosiczkowate      |
|  |                                 |
|  | Nepenthaceae – dzbanecznikowate |
|  |                                 |

|  | Drosophyllaceae – rosolistnikowate                                     |
|  |                                                                        |
|  | \| \| Ancistrocladaceae \| \| \| \| \| \| Dioncophyllaceae \| \| \| \| |
|  |                                                                        |
|  | Ancistrocladaceae                                                      |
|  |                                                                        |
|  | Dioncophyllaceae                                                       |
|  |                                                                        |

|  | Ancistrocladaceae |
|  |                   |
|  | Dioncophyllaceae  |
|  |                   |

|  | Frankeniaceae – pomorzlinowate |
|  |                                |
|  | Tamaricaceae – tamaryszkowate  |
|  |                                |

|  | Plumbaginaceae – ołownicowate |
|  |                               |
|  | Polygonaceae – rdestowate     |
|  |                               |

|  | Frankeniaceae – pomorzlinowate |
|  |                                |
|  | Tamaricaceae – tamaryszkowate  |
|  |                                |

|  | Plumbaginaceae – ołownicowate |
|  |                               |
|  | Polygonaceae – rdestowate     |
|  |                               |

|  | Droseraceae – rosiczkowate      |
|  |                                 |
|  | Nepenthaceae – dzbanecznikowate |
|  |                                 |

|  | Drosophyllaceae – rosolistnikowate                                     |
|  |                                                                        |
|  | \| \| Ancistrocladaceae \| \| \| \| \| \| Dioncophyllaceae \| \| \| \| |
|  |                                                                        |
|  | Ancistrocladaceae                                                      |
|  |                                                                        |
|  | Dioncophyllaceae                                                       |
|  |                                                                        |

|  | Ancistrocladaceae |
|  |                   |
|  | Dioncophyllaceae  |
|  |                   |

|  | Droseraceae – rosiczkowate      |
|  |                                 |
|  | Nepenthaceae – dzbanecznikowate |
|  |                                 |

|  | Drosophyllaceae – rosolistnikowate                                     |
|  |                                                                        |
|  | \| \| Ancistrocladaceae \| \| \| \| \| \| Dioncophyllaceae \| \| \| \| |
|  |                                                                        |
|  | Ancistrocladaceae                                                      |
|  |                                                                        |
|  | Dioncophyllaceae                                                       |
|  |                                                                        |

|  | Ancistrocladaceae |
|  |                   |
|  | Dioncophyllaceae  |
|  |                   |

|  | Frankeniaceae – pomorzlinowate |
|  |                                |
|  | Tamaricaceae – tamaryszkowate  |
|  |                                |

|  | Plumbaginaceae – ołownicowate |
|  |                               |
|  | Polygonaceae – rdestowate     |
|  |                               |

|  | Frankeniaceae – pomorzlinowate |
|  |                                |
|  | Tamaricaceae – tamaryszkowate  |
|  |                                |

|  | Plumbaginaceae – ołownicowate |
|  |                               |
|  | Polygonaceae – rdestowate     |
|  |                               |

### Podział rodziny
Klasyfikacja rodziny opiera się tradycyjnie na cechach morfologicznych. Relacje między taksonami pozostają niejasne, przez różnych autorów rodzaje są różnie ujmowane i dzielone:
Podrodzina Symmerioideae Meisner
- Symmeria Benth.

Podrodzina Polygonoideae Eaton – rośliny zielne, pnącza i krzewy, tu należą wszystkie rdestowate występujące w Europie Środkowej. Wyróżnia się tu ok. 15–20 rodzajów (w zależności od szerszego lub węższego ujęcia taksonomicznego taksonów). Wykaz rodzajów według GRIN:
- Plemię Oxygoneae T. M. Schuster & Reveal
  - Oxygonum Burch. ex Campd. – 30 gatunków

- Plemię Persicarieae Dumort.
  - Podplemię Persicariinae (Dumort.) Galasso, Soldano & Banfi
    - Persicaria (L.) Mill. – persikaria

  - Podplemię Koenigiinae Dammer
    - Aconogonon (Meisn.) Rchb.
    - Bistorta (L.) Scop.
    - Koenigia L.

- Plemię Fagopyreae Eaton
  - Fagopyrum Mill. – gryka

- Plemię Pteroxygoneae T. M. Schuster & Reveal
  - Pteroxygonum Dammer & Diels

- Plemię Calligoneae Eaton
  - Calligonum L. – kandym
  - Pteropyrum Jaub. & Spach

- Plemię Rumiceae Dumort.
  - Oxyria Hill – szczawiór
  - Rheum L. – rabarbar
  - Rumex L. – szczaw (w tym Emex Campd. – emeks)

- Plemię Polygoneae Rchb.
  - Knorringia (Czukav.) Tzvelev
  - Podplemię Polygoninae Roberty & Vautier
    - Atraphaxis L.
    - Polygonum L. – rdest (w tym Polygonella Michx.)
    - Duma T.M.Schust.

  - Podplemię Reynoutriineae Roberty & Vautier
    - Fallopia Adans. – rdestówka
    - Muehlenbeckia Meisn. – mulenbekia
    - Reynoutria Houttuyn – rdestowiec

Podrodzina Eriogonoideae Arnott – rodzaje zmienne pod względem pokroju, często z drewniejącymi pędami, występują w strefie tropikalnej i w zachodniej części Ameryki Północnej. Wyróżnia się tu ok. 28–30 rodzajów (w zależności od szerszego lub węższego ujęcia taksonomicznego taksonów). Wykaz rodzajów według GRIN:
- Acanthoscyphus Small
- Afrobrunnichia Hutch. & Dalziel
- Antigonon Endl.
- Aristocapsa Reveal & Hardham
- Brunnichia Banks ex Gaertn.
- Centrostegia A. Gray
- Chorizanthe R. Br. ex Benth.
- Coccoloba P. Browne – kokkoloba
- Dedeckera Reveal & J. T. Howell
- Dodecahema Reveal & Hardham
- Eriogonum Michx. – pokoślin
- Gilmania Coville
- Goodmania Reveal & Ertter
- Gymnopodium Rolfe
- Harfordia Greene & Parry
- Hollisteria S. Watson
- Johanneshowellia Reveal
- Lastarriaea J. Rémy
- Leptogonum Benth.
- Mucronea Benth.
- Nemacaulis Nutt.
- Neomillspaughia S. F. Blake
- Oxytheca Nutt.
- Podopterus Humb. & Bonpl.
- Pterostegia Fisch. & C. A. Mey.
- Ruprechtia C. A. Mey.
- Sidotheca Reveal
- Stenogonum Nutt.
- Systenotheca Reveal & Hardham
- Triplaris Loefl.

Pozycja w systemie Reveala (1994-1999)
Gromada okrytonasienne (Magnoliophyta Cronquist), podgromada Magnoliophytina Frohne & U. Jensen ex Reveal, klasa Rosopsida Batsch, podklasa goździkowe (Caryophyllidae Takht.), nadrząd Polygonanae Takht. ex Reveal, rząd rdestowce (Polygonales Dumort.), rodzina rdestowate (Polygonaceae Juss.).
Pozycja w systemie Takhtajana (1997)
Gromada okrytonasienne, klasa dwuliścienne, podklasa goździkowe (Caryophyllidae), nadrząd Polygonanae, rząd rdestowce (Polygonales), rodzina rdestowate (Polygonaceae).
Pozycja w systemie Cronquista (1981)
Gromada okrytonasienne, klasa dwuliścienne, podklasa goździkowe (Caryophyllidae), rząd rdestowce (Polygonales), rodzina rdestowate (Polygonaceae).

## Zastosowanie
Do rodziny rdestowatych należy kilka roślin ozdobnych, takich jak uprawiane w ogrodach skalnych rośliny z rodzaju pokoślin (Eriogonum) i persikaria (Persicaria) oraz sadzone nad wodami gatunki z rodzaju rabarbar (Rheum) i szczaw lancetowaty (Rumex hydrolapathum). Do roślin sadzonych jako ozdobne należą także mulenbekia kątowa (Muehlenbeckia axillaris), antigonon cienkoogonkowy (Antigonon leptopus) i Atraphaxis frutescens. Spożywane są mięsiste owoce pozorne gatunku kokkoloba gronowa (Coccoloba uvifera), liście szczawiu zwyczajnego (Rumex acetosa) i ogonki liściowe rabarbaru ogrodowego (Rheum × hybridum). Szeroko rozpowszechniona rośliną uprawianą dla jadalnych owoców jest też gryka zwyczajna (Fagopyrum esculentum).